# Uhelná
Uhelná település Csehországban, a Jeseníki járásban. Uhelná Vlčice, Skorošice, Javorník és Bernartice településekkel határos. Lakosainak száma 473 fő (2024. január 1.).

## Népesség
A település lakosságának változását az alábbi diagram mutatja:
| Lakosok száma | 2094 | 2023 | 1729 | 715  | 556  | 549  | 478  | 487  | 463  | 473  |
|               | 1869 | 1890 | 1921 | 1950 | 1980 | 2001 | 2017 | 2019 | 2022 | 2024 |